# Eumenogaster eumenes
Eumenogaster eumenes är en fjärilsart som beskrevs av Herrich-Schäffer 1856. Eumenogaster eumenes ingår i släktet Eumenogaster och familjen björnspinnare. Inga underarter finns listade i Catalogue of Life.